# Nina Gunke
Nina Anna Katarina Gunke, ursprungligen Anna Katarina Gunke, född 12 juli 1955 på Lidingö, Stockholms län, är en svensk skådespelare och röstskådespelare.

## Biografi
Redan som barn hade Gunke bestämt sig för att bli skådespelare. Hon började vid Tobiassons barnteater och när hon gått ut skolan arbetade hon som påkläderska och statist. Gunke utbildade sig därefter på Teaterhögskolan i Göteborg åren 1979–1981 och tillhör sedan 1999 Stockholms Stadsteaters fasta ensemble.
Hon filmdebuterade 1975 med filmen Justine och Juliette. Genombrottet kom i rollen som Märta i TV-serien Hedebyborna. Andra noterbara roller är Mona Törnqvist i Varuhuset och som Rebecka Bovallius i Skilda världar.
I Nyhetsmorgon den 26 september 2021 gick Gunke ut med att hon har Alzheimers sjukdom. År 2022 utgav hon sina memoarer Innan jag glömmer, medförfattad av journalisten och författaren Helene Arkhem.

### Familj
Nina Gunke var mellan 1980 och 1984 gift med skådespelaren Göran Stangertz, och har tillsammans med honom dottern Niki född 1980. Nina Gunke har ytterligare en dotter född 1990. Sedan 2001 är hon gift med Samuel Holgersson.

## Filmografi
- 1975 – Justine och Juliette
- 1976 – Hallo Baby
- 1977 – Molly - familjeflickan
- 1978 – Hedebyborna (TV-serie)
- 1978 – Strandfyndet (TV-serie)
- 1979 – Jauche und Levkojen (TV-serie)
- 1983 – P&B
- 1984 – Mannen från Mallorca
- 1985 – Smugglarkungen
- 1986 – Skånska mord (TV-serie)
- 1987 – Varuhuset (TV-serie)
- 1989 – Alfred Jeremias Kwak (TV-serie)
- 1991 – Teenage Mutant Ninja Turtles (TV-serie) (Sun Studio) : April, Irma, Zach och Krang
- 1991 – Den stora badardagen
- 1992 – Lakki, gutten som kunne fly (norsk)
- 1993 – Snoken (TV-serie)
- 1993 – Hugo – djungeldjuret - (röst som Rita och Ritas mamma)
- 1994 – År av drömmar (TV-serie)
- 1994 – Good Night Irene
- 1995 – Gränsen
- 1995 – Underholdningschefen
- 1995 – Lust och fägring stor
- 1995 – Mördare utan ansikte (TV-serie)
- 1996 – Djungeldjuret Hugo – den stora filmhjälten - (röst som Rita och Ritas mamma)
- 1996 – Torntuppen (TV-serie)
- 1997 – Skilda världar (TV-serie)
- 1997 – Hemmeligheder
- 1999 – Där regnbågen slutar
- 1999 – Tomten är far till alla barnen - (Eva)
- 1999 – Nya lögner
- 2000 – Argai (TV-serie)
- 2001 – Det polska korset
- 2001 – En förälskelse
- 2001 – Sprängaren
- 2003 – Flamingo
- 2003 – c/o Segemyhr (TV-serie) - (Kvinnan på klubben)
- 2003 – Paragraf 9 (TV-serie)
- 2003 – Talismanen (TV-serie)
- 2005 – Medicinmannen (TV-serie)
- 2005 – Den utvalde
- 2006 – Bilar - (röst)
- 2006 – Tjocktjuven
- 2007 – Djungeldjuret Hugo – på villovägar - (röst som Rita)
- 2008 – Glasmenageriet
- 2008 – Häxdansen (TV-serie)
- 2008 – Livet i Fagervik (TV-serie)
- 2009 – Så olika
- 2012 – Jävla pojkar
- 2013 – Bäst före
- 2013 – Fjällbackamorden: Ljusets drottning
- 2014 – Medicinen
- 2016 – Vårdgården (TV-serie)
- 2017–2019 – Innan vi dör (TV-serie)
- 2017 – Bilar 3 - (röst som Ulla Dunder)
- 2019 – Ring mamma!
- 2020 – Amningsrummet (TV-serie)

## Teater

### Roller (ej komplett)
| År   | Roll                     | Produktion                                                                                              | Regi                 | Teater                 |
| ---- | ------------------------ | --- | -------------------- | ---------------------- |
| 1981 |                          | Blodsbröllop (Bodas de Sangre) Federico García Lorca                                                    | Eva Sköld            | Malmö stadsteater      |
| 1983 | Medverkande              | Brel Olle Ljungberg och Sonja Gube                                                                      | Olle Ljungberg       | Göta Lejon             |
| 1986 | Lotta                    | Är du inte riktigt fisk? John Chapman och Dave Freeman                                                  | Tony Verner          | Chinateatern           |
| 1987 | Eva                      | Omaka par (The Odd Couple) Neil Simon                                                                   | Lars Amble           | Maximteatern           |
| 1989 | Lisbeth                  | I lodjurets timma Per Olov Enquist                                                                      | Eva Sköld            | Malmö stadsteater      |
| 1996 |                          | Blod Lars Norén                                                                                         | Göran Stangertz      | Malmö stadsteater      |
| 1996 |                          | Timmen när vi inte visste något om varandra (Die Stunde da wir nichts voneinander wussten) Peter Handke | Kim Brandstrup       | Malmö stadsteater      |
| 1998 |                          | Pengarna eller livet (Funny Money) Ray Cooney                                                           | Lars Amble           | Maximteatern           |
| 1999 | Marlene                  | Piaf Pam Gems                                                                                           | Benny Fredriksson    | Stockholms stadsteater |
| 2003 | Betty                    | Limbo Margareta Garpe                                                                                   | Margareta Garpe      | Stockholms stadsteater |
| 2006 | Skådespelartruppen, Lena | En midsommarnattsdröm (A Midsummer Night's Dream) William Shakespeare                                   | Alexander Mørk-Eidem | Stockholms stadsteater |
| 2009 | Modern                   | Medealand Sara Stridsberg                                                                               | Ingela Olsson        | Dramaten               |
| 2015 |                          | Easter Parade Staffan Götestam                                                                          | Staffan Götestam     | Boulevardteatern       |
| 2017 |                          | Easter Parade Staffan Götestam                                                                          | Staffan Götestam     | Riksteatern            |